# Rio do Fogo
Rio do Fogo is een gemeente in de Braziliaanse deelstaat Rio Grande do Norte. De gemeente telt 10.124 inwoners (schatting 2009).

## Verkeer en vervoer
De plaats ligt aan de noord-zuid snelweg BR-101 tussen Touros en São José do Norte. Daarnaast ligt ze aan de weg RN-021.